# EROS (人工衛星)
EROS（Earth Resources Observation Satellite）はイスラエルの商用地球観測衛星シリーズ。ImageSat Internationalが所有・運用している。イスラエル・エアロスペース・インダストリーズが設計・製造を行い、光学機器はEl-Opが提供。EROS AとEROS Bがそれぞれ2000年と2006年に打ち上げられた。

## EROS A
2000年12月5日にスヴォボードヌイ宇宙基地からスタールト1によってEROS-A1が打ち上げられた。軌道は周期94.8分、高度508km、軌道傾斜角97.3度の太陽同期極・円軌道。CCDカメラを搭載し、地表分解能は0.70 m。
日本では広島工業大学と財団法人広島地球環境情報センターがEROS Aの直接受信処理、および画像生成を共同研究の一環として行っている。
EROS-A2はキャンセルされた。

## EROS B
2006年4月25日にEROS Aと同様、スヴォボードヌイ宇宙基地からスタールト1によってEROS-B1が打ち上げられた。軌道要素もEROS-A1と同様。CCDカメラ
を搭載し、地表分解能は0.70 m。
EROS-B2、B3、B4はすべてキャンセルされた。

## EROS C
EROS Cの打上げを2008年に予定していたが、2010年9月現在も打ち上げられていない。
2019年に打ち上げ予定。地表分解能は0.4ｍに向上予定。